# 利奥波德三世 (安哈尔特-德绍)
利奥波德·腓特烈·弗朗茨（Leopold Frederick Franz；1740年8月10日—1817年8月9日），安哈特-德绍公爵，利奥波德二世与安哈特-科滕的吉塞拉·阿格尼丝的长子。

## 家庭
1767年7月25日，利奥波德在夏洛滕堡与布蘭登堡-施韦特的路易丝结婚，婚后有一子一女，女兒出生时夭折。
- 腓特烈（1769年－1814年）。

利奥波德还与多名情妇育有若干私生子。其中一位私生子瓦德西伯爵弗朗茨就是八国联军总司令瓦德西元帅的祖父。
因为独生子腓特烈早逝，所以利奥波德去世后由孙子利奥波德四世继位。